# Miquel Ylla-Català i Genís
Miquel dels Sants Ylla-Català i Genís (Vic, 1 d’abril de 1935) és un farmacèutic català i doctor en Farmàcia que ha estat president de la Reial Acadèmia de Farmàcia de Catalunya (2005-2010) i president de la Asociación Española de Farmacéuticos de la Industria (1996-2001), a més d’altres entitats culturals. A banda, ha publicat nombrosos llibres, vinculats a la seva activitat professional i  a altres temàtiques.

## Biografia
Fill de Josep Ylla-Català i Casals (Vic, 1905-1983), llicenciat en dret i pastisser, i de Maria Genís i Bayés (Vic, 1907-2004), és el segon de set germans. Es casa el 5 d’octubre de 1961 amb Gemma Passola i Palmada (Vic, 1935-Barcelona, 2015), amb qui és pare de quatre filles i avi de deu nets i netes.
Resideix a Barcelona des dels anys cinquanta, encara que manté forts lligams socials i personals amb la ciutat de Vic. De jove, segons relata a l’obra autobiogràfica “Pa de pessic. Aproximació a les memòries d’un apotecari de Vic”, compaginava els estudis amb treballar en l’obrador de la pastisseria familiar, l’Antiga Casa Català, on es va patentar la recepta del pa de pessic de Vic.
Cursa els seus estudis universitaris a la Facultat de Farmàcia de la Universitat de Barcelona, i poc després de llicenciar-se, el 29 de setembre de 1959 entra a treballar a la seu barcelonina de l’empresa farmacèutica J.R. Geigy AG, amb seu a Basilea (Suïssa), però que tenia laboratoris a la capital catalana des d’unes dècades abans.
S’incorpora al departament de control de qualitat com a tècnic analista de laboratori. Treballa durant tota la seva vida professional per a aquesta empresa, que es va fusionar l’any 1970 amb la també suïssa Ciba AG. Entrava dins del camp d’especialització d’Ylla-Català l’experiència en garantir la qualitat dels productes farmacèutics, experiència que va aportar a la nova empresa producte de la fusió, així com l’adaptació de les elaboracions a la nova legislació sobre control de la contaminació en els medicaments que progressivament anava entrant en vigor.
L’empresa, denominada des de la fusió Ciba-Geigy, deixa Barcelona el 1994 per traslladar-se a unes noves instal·lacions a Barberà del Vallès i, poc més tard, l’any 1996, l’empresa matriu es fusiona amb Sandoz per donar lloc a la multinacional farmacèutica Novartis.
Arran de la seva activitat laboral a Ciba-Geigy, a finals dels anys 70 Ylla-Català s’involucra en la Asociación Española de Farmacéuticos de la Industria (AEFI). Entre altres càrrecs, n’és vocal des de 1981, i president de la Secció Catalana des de 1982 a 1992. En el període 1988-1992, també és vicepresident segon de la Junta Nacional d’AEFI; en cessar d’aquest càrrec, rep la insígnia d’or de l’entitat durant les XIII Jornades Nacionals celebrades a Santiago de Compostel·la l’any 1992.
Durant l’Assemblea celebrada a Barcelona, en el transcurs del XVII Simposi d’AEFI, s’elegeix una nova Junta que Miquel Ylla-Català encapçala com a president, entre els anys 1996 i 2001.
La seva activitat dins d’AEFI el porta a fer ponències en nombrosos congressos, jornades i simpòsiums; és membre del comitè organitzador de les VI Jornadas Nacionales de AEFI (Pamplona, juny de 1985), exerceix de secretari del III Congrés de Ciències Farmacèutiques (Palau de Congressos de Barcelona, juny de 1987) i del IV (Facultat de Farmàcia, setembre de 1991), i és president del XXXI Symposium d’AEFI (Centre de Convencions Internacional de Barcelona, maig de 2011).
Durant aquest període, també és membre del consell de redacció de la revista Industria Farmacéutica, i periòdicament realitza col·laboracions en revistes de caràcter tècnic i professional del món de la farmàcia.
El maig de l’any 2002 és proclamat farmacèutic de l’any en el transcurs d’un acte al Palau de la Música Catalana, sota la presidència del conseller de Sanitat de la Generalitat de Catalunya, Eduard Rius, guardó atorgat “en consideració a la seva dilatada trajectòria com a investigador en el camp de la farmacologia industrial”. Finalment, també el 2002, rep l’Ordre Civil de Sanitat per part del Ministerio de Sanidad y Consumo del govern d’Espanya, en grau d'Encomana.
Personalment, ell i la seva esposa Gemma Passola han mantingut sempre una forta vinculació amb la comunitat religiosa dels Caputxins de Sarrià, col·laborant en diverses iniciatives solidàries, educatives i formatives impulsades pel convent. La família s’havia traslladat a viure des de l’Eixample al barri de Sarrià a mitjans dels anys 60, tot i que visitaven regularment Osona, tant la casa familiar dels Ylla-Català, al carrer de l’Escola de Vic, com una casa d’estiueig propietat de la família Passola a Vilalleons.

## Vida acadèmica
Miquel Ylla-Català és doctor en Farmàcia per la Universitat de Barcelona. La seva tesi doctoral, presentada el mes de novembre de 1978, es titula “La formación de aflatoxinas en distintos tipos de féculas de calidad farmacéutica”, i la dirigeix el doctor Guillermo Suárez Fernández, catedràtic de Microbiologia, Virologia i Immunologia de la Universidad Complutense de Madrid.
És acadèmic numerari de la Reial Acadèmia de Farmàcia de Catalunya des de 1991, amb la Medalla núm. 39. Elegit el 1987, pren possessió com a acadèmic corresponent el 30 de novembre de 1989 amb el discurs d’ingrés “El medicament i la qualitat de vida”. Dos anys més tard, pren possessió com a acadèmic numerari, el 7 de novembre de 1991, amb el discurs “L’excipient, una eina farmacèutica”. Més endavant, el 2004, serà l’encarregat de fer el discurs inaugural anual, que titula “Suplendum est per artem in quo natura defuerit” (Suplim per l’art el que la natura oblida)
Després d’una primera etapa a la Junta de Govern de la RAFC com a bibliotecari, el 1996 és elegit secretari d'aquesta. En serà el president des de 2005 fins a 2010; assumeix el càrrec per la renúncia del president anterior, i és reelegit per al següent mandat de quatre anys.

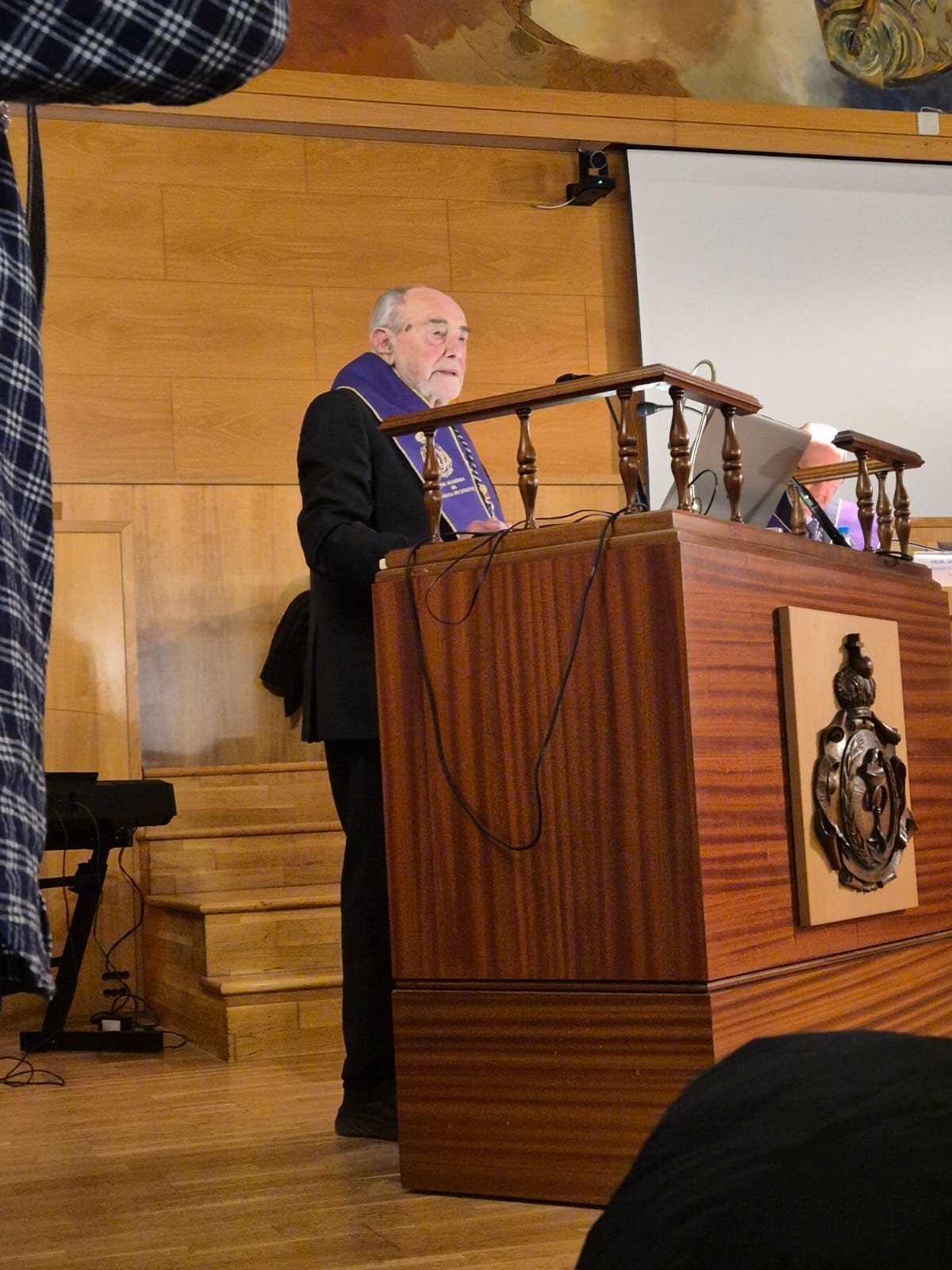
Nomenament de Miquel Ylla-Català i Genís com a President d'Honor de la Real Acadèmia de Farmàcia de Catalunya, 20 de gener de 2025

Aquesta etapa és “un període en què va mirar d’obrir les portes de l’Acadèmia en l’àmbit internacional”. També cal destacar les seves gestions amb l’Ajuntament de Barcelona per dignificar la seu de l’Acadèmia a l’antic Hospital de la Santa Creu, iniciades pel president sortint, Josep Esteve, i concretades amb el regidor de Ciutat Vella, Carles Martí.
Miquel Ylla-Català té un paper determinant, com a primer conservador, per posar a punt i obrir al públic el Museu Cusí de Farmàcia, producte d’una donació de la família Cusí a la RAFC realitzada l’any 1997, i que es troba al Masnou dins de les instal·lacions de l’empresa Alcon Cusí. El nucli central del museu és la farmàcia del segle XVIII procedent de l’abadia de Santa María La Real de Nájera. Sobre aquesta farmàcia, Ylla-Català publica diversos articles en revistes culturals i farmacèutiques.
El 20 de gener de 2025 és nomenat president d’Honor de la Reial Acadèmia de Farmàcia de Catalunya. Rep aquesta distinció en un acte presidit pel conseller de Justícia i Qualitat Democràtica de la Generalitat de Catalunya, Ramon Espadaler.
Ylla-Català és membre corresponent de diferents acadèmies de Farmàcia i Medicina nacionals i internacionals, entre les quals, la Real Academia Nacional de Farmacia del Instituto de España (2003), l’Academia Nacional de Farmacia y Bioquímica Argentina de Buenos Aires (2005), la francesa Académie Nationale de Pharmacie (2009), la Reial Acadèmia de Medicina de Catalunya, i l’Academia de Farmacia de Castilla y León. Així mateix, és membre d’honor de l’Academia Iberoamericana de Farmacia des del 5 de febrer de 2013, en què intervé a l’assemblea celebrada a Granada amb el discurs “La Botica del Monasterio de Santa María La Real de Nájera”.
Així mateix, ha rebut el Premi Dr. Esteve pel treball “La validació en la producció asèptica” i és soci de la Societat Catalana d’Història de la Farmàcia.

## Activisme cultural i producció literària

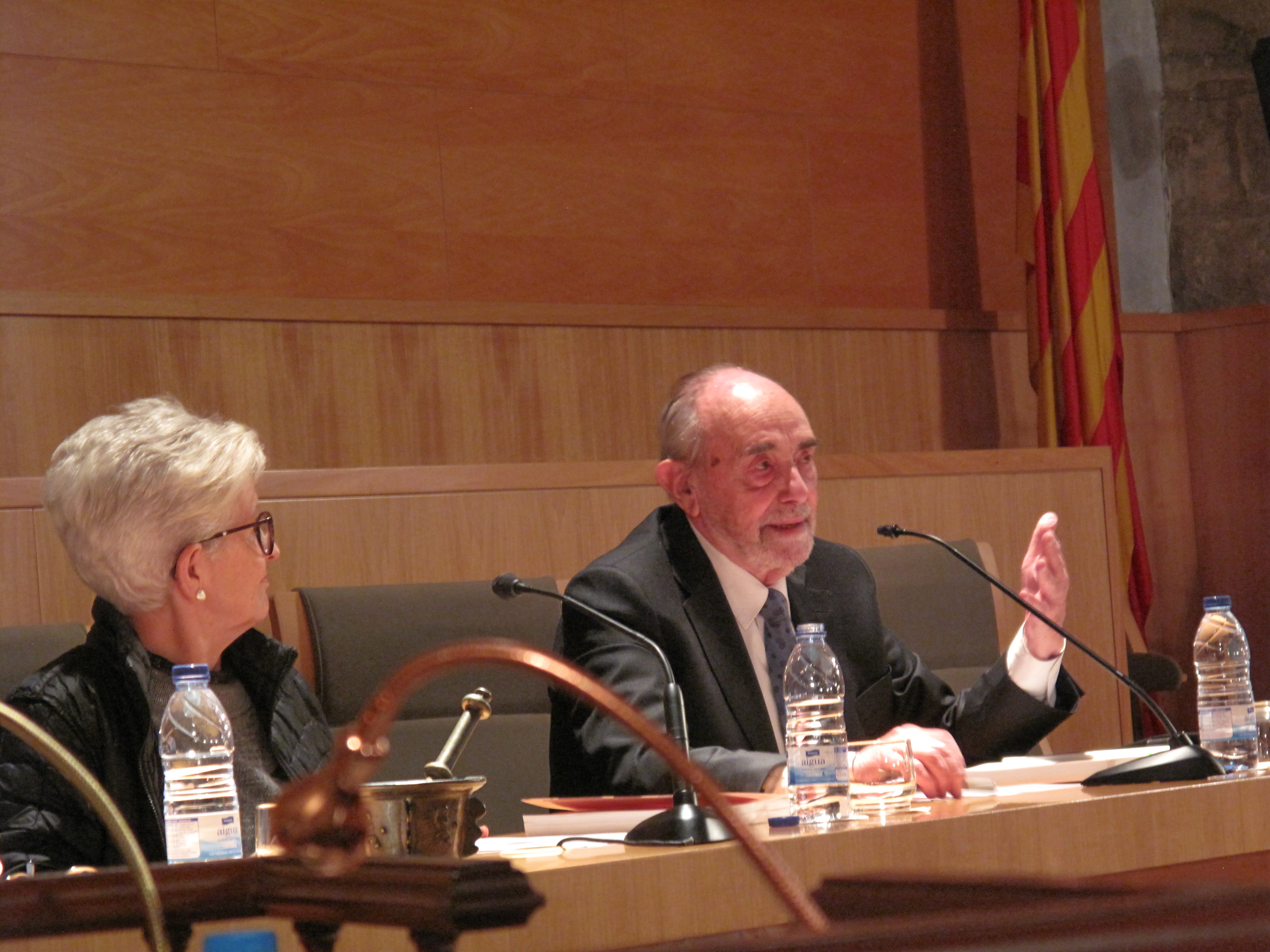
Presentació de l'autobiografia "Pa de Pessic" a la Real Acadèmia de Farmàcia de Catalunya, 12 de desembre de 2018

És autor d’una notable producció literària, al voltant de temes diversos, però en especial sobre història i personatges vinculats a la ciutat de Vic, sobre aspectes de la fe i la cultura cristiana, i sobre el món de la farmàcia, la seva especialitat professional.

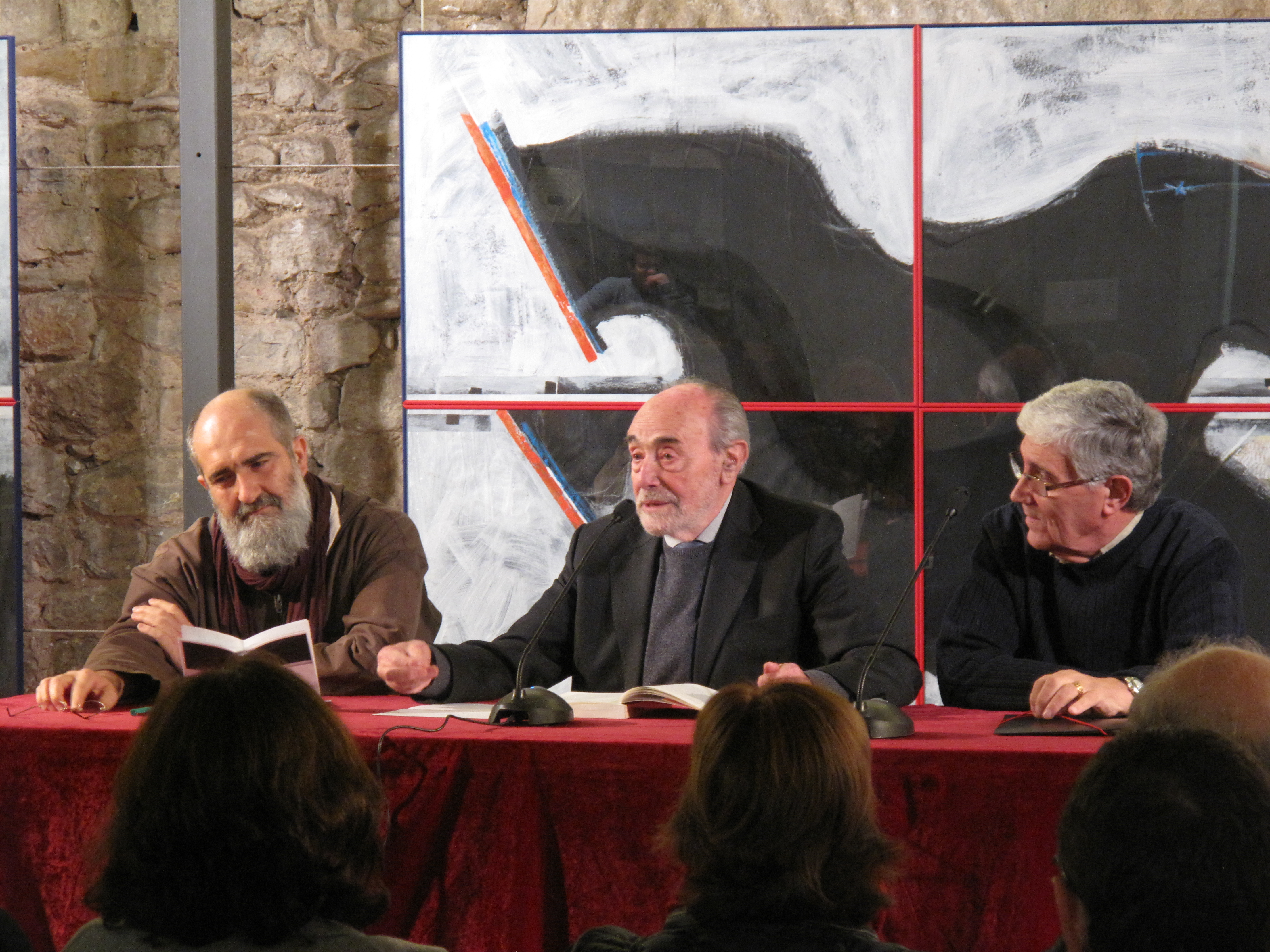
Presentació de l'autobiografia "Pa de Pessic" al Temple Romà de Vic, 14 de desembre de 2018

En algunes ocasions, fins i tot ha lligat aquestes temàtiques en estudis d’elaboració pròpia. Per exemple, a través de la col·lecció Pharma-ki, de la Asociación Española de Farmacéuticos de las Letras y las Artes (AEFLA), publica el llibre “Maria Magdalena en el camino de Santiago”.
Amb caràcter autobiogràfic, publica a Pagès Editors un llibre de memòries, titulat “Pa de pessic. Aproximació a les memòries d’un apotecari de Vic”, que es presenta el desembre de 2018 al Temple Romà de Vic i a la RAFC, amb pròleg de Genís Sinca. A més a més, des de l’any 1995 elabora cada cinc anys un llibre autoeditat amb textos i reflexions personals, que titula “Electuari”, amb una tirada limitada per regalar a amistats i familiars.
A Vic, i a Osona, de manera més general, ha ocupat diferents càrrecs en entitats de promoció de la cultura. Seguint els passos del seu pare, esdevé secretari general del Patronat d’Estudis Osonencs (1975-1982), i posteriorment n’és el president (1982-1990). De la mateixa manera, és vocal de la Junta de Govern del Museu Episcopal de Vic (MEV) entre 1979 i 1999, període en què s’implica de manera directa en les gestions per construir una nova seu per al MEV. També és president de l’Orfeó Vigatà (1994-1999), així com vocal del Patronat de la Casa Museu Verdaguer de Folgueroles, i membre fundador de la Fundació Verdaguer.
Producte de la seva etapa al capdavant del Patronat d’Estudis Osonencs, és un dels impulsors del retorn de l’obra de Josep Maria Sert a la ciutat de Vic. Sobre el mateix artista, publica l’obra “Josep Maria Sert i la ciutat de Vic”, presentada al Museu d’Art de la Pell el mes de maig de 2006. És autor, així mateix, de nombrosos articles a la revista Ausa, publicació d’investigació i divulgació del Patronat d’Estudis Osonencs, entitat que el nomena Soci d’Honor l’any 2007.

## Obres
- Vigatans il·lustres (amb Salarich i Torrents, Miquel S.). Patronat d’Estudis Osonencs, 1983. ISBN 978-84-398-0654-7
- Les plantes en la Bíblia. Editorial Claret, 1995. ISBN 978-84-7263-935-5
- Electuari 60. Autoedició, 1995.
- Reial Acadèmia de Farmàcia de Catalunya (DD.AA.). Fundació Uriach 1838, 1999.
- Correspondència entre Torras i Bages i Josep Maria Sert. Gràfiques DIAC, 2000.
- Electuari 65. Autoedició, 2000.
- Aproximación a la historia de AEFI 1977-2002. Asociación Española de Farmacéuticos de la Industria, 2002. ISBN 978-84-89602-37-3
- El Museu Cusí de Farmàcia (amb Sorní Esteva, Xavier). Reial Acadèmia de Farmàcia de Catalunya, 2004.
- Els jardins de Déu. Editorial Claret, 2005. ISBN 978-84-8297-842-0
- Electuari 70. Autoedició, 2005.
- Josep Maria Sert i la ciutat de Vic. Gràfiques DIAC, 2006. ISBN 978-84-934559-7-2
- Sant Miquel dels Sants. Esbós biogràfic. Ajuntament de Vic, 2007
- Maria Magdalena en el Camino de Santiago. Colección Pharma-Ki (AEFLA), 2010. ISBN 978-84-935749-2-5
- Electuari 75. Autoedició, 2010.
- L’univers en la Bíblia. Pagès Editors, 2010. ISBN 978-84-9779-892-1
- Sant Miquel dels Sants, patró de Vic (amb Gallifa Rosanas, Mercè). Centre de Pastoral Litúrgica de Barcelona, 2012. ISBN 978-84-9805-551-1
- Sant Bernat Calbó, el bisbe monjo (amb Gallifa Rosanas, Mercè). Centre de Pastoral Litúrgica de Barcelona, 2012. ISBN 978-84-9805-571-9
- Llucià i Marcià, els Sants Màrtirs. Centre de Pastoral Litúrgica de Barcelona, 2013. ISBN 978-84-9805-647-1
- Caterina d’Alexandria, la princesa sàvia. Centre de Pastoral Litúrgica de Barcelona, 2013. ISBN 978-84-9805-668-6
- Catalunya Vella, 1902-1936. Una societat catalanista del nou-cents. Patronat d’Estudis Osonencs, 2013. ISBN 978-84-936936-8-8
- Els animals a la Bíblia (amb Gelpí, Enric). Editorial Mediterrània, 2014. ISBN 978-84-9979-248-4
- Electuari 80. Autoedició, 2015.
- Aproximación a la historia de AEFI 2002-2017. AEFI, 2017.
- Pa de pessic. Aproximació a les memòries d’un apotecari de Vic. Pagès Editors, 2018. ISBN 978-84-1303-029-6
- La farmàcia del Monestir de Santa Maria de Vallbona de les Monges. RAFC, 2018.
- Electuari 85. Autoedició, 2020.